# Thy Art Is Murder
Thy Art Is Murder is een Australische deathcoreband. De band werd in 2006 opgericht in Blacktown (Sydney). In 2012 verscheen Thy Art Is Murder op de 35e plaats in de ARIA Charts met hun album Hate, waarmee ze de eerste metalband waren die ooit de top 40 van deze hitlijst bereikte. De groep heeft tot nu toe zes albums uitgebracht en twee ep's. 

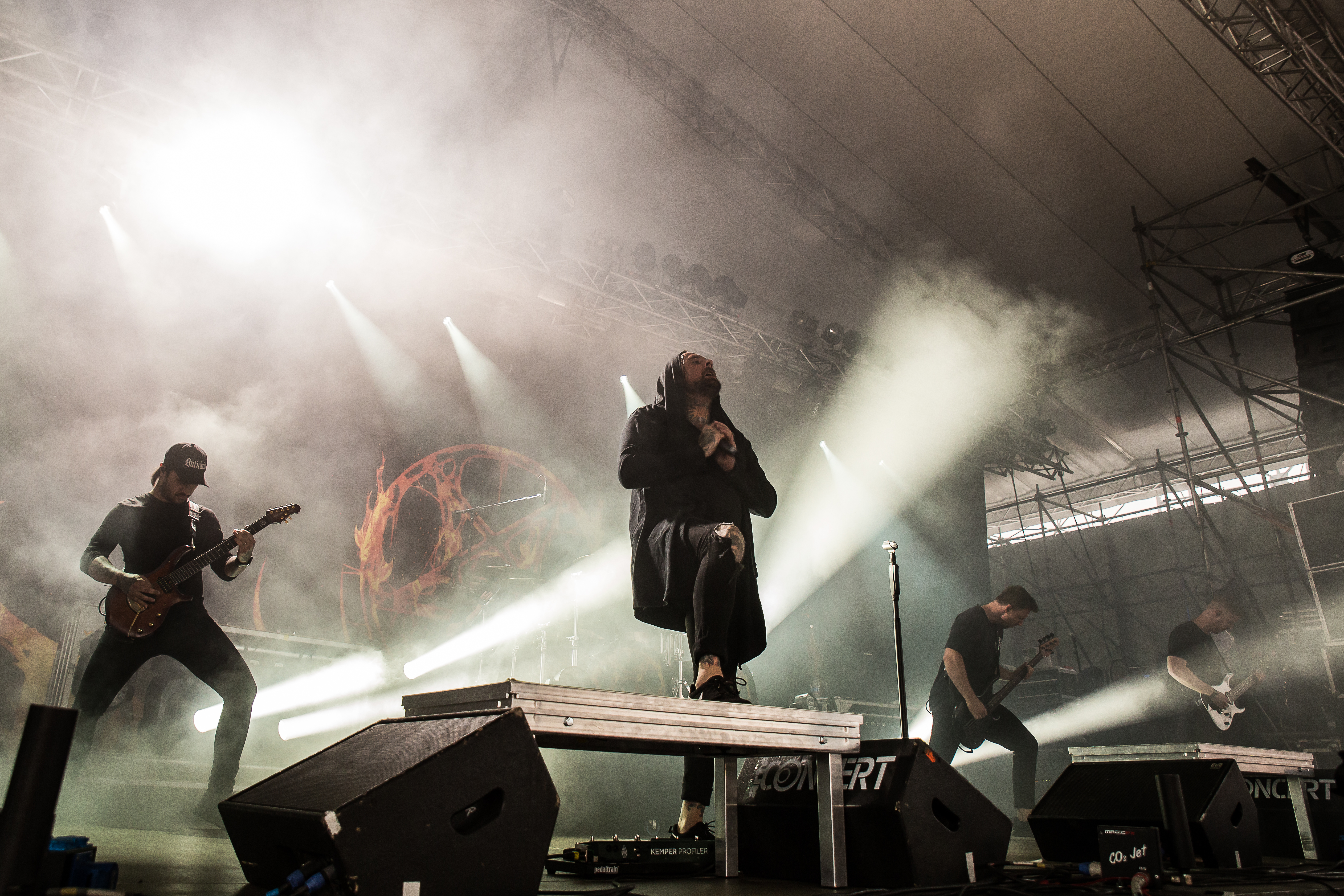
Thy Art Is Murder tijdens een concert op With Full Force in 2018.

## Bezetting

### Huidige bandleden

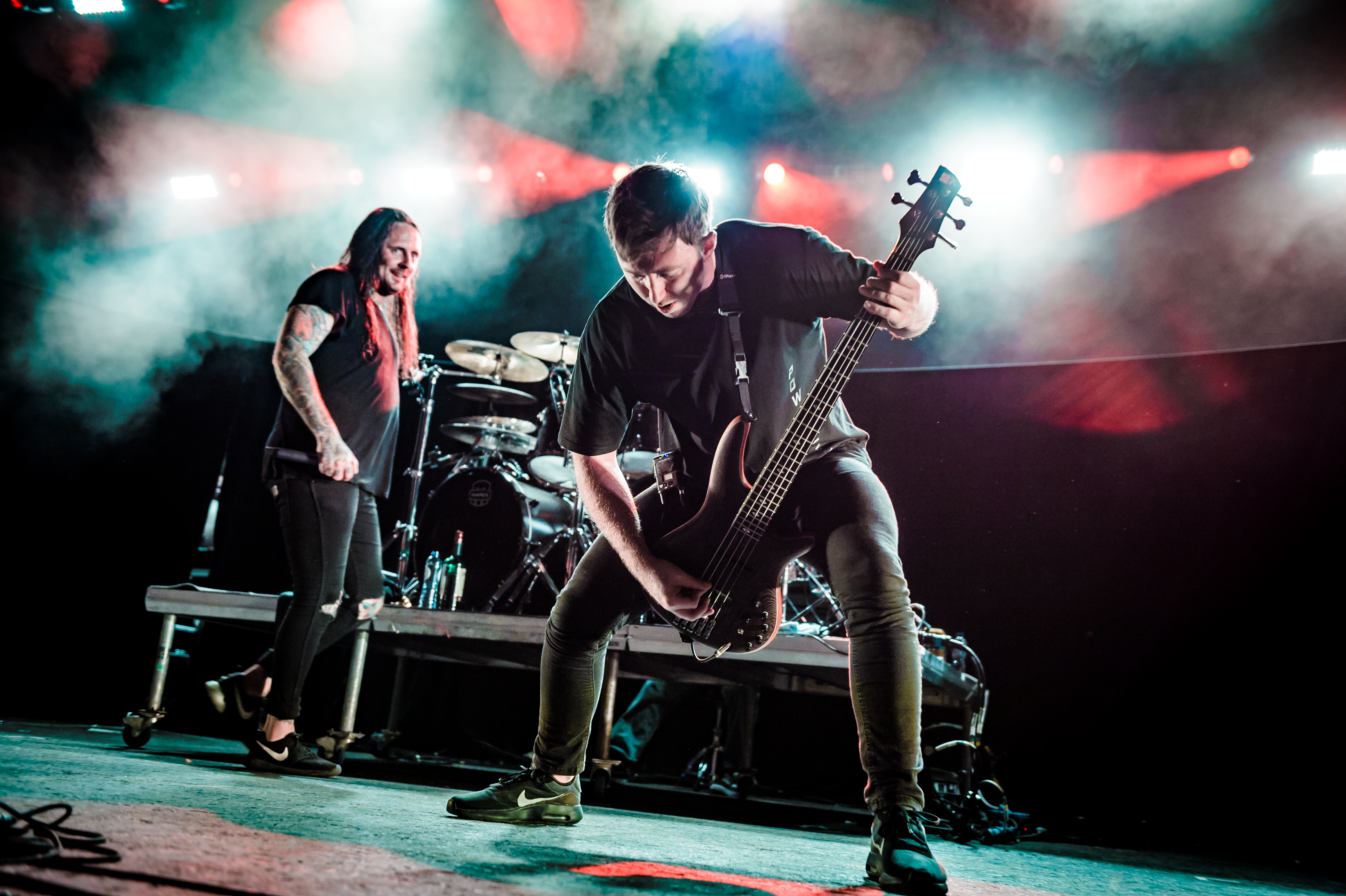
De band tijdens een live-uitvoering in Oberhausen (Duitsland) in 2017.

- Andy Marsh – gitaar
- Sean Delander – gitaar
- Kevin Butler – basgitaar
- Jesse Beahler – drumstel

### Voormalige bandleden
- CJ McMahon – vocalen (2009–2023)
- Lee Stanton – drumstel (2006–2019)
- Tom Brown – slaggitaar (2011–2013)
- Gary Markowski – leadgitaar (2006–2011)
- Mick Low – basgitaar (2009–2010)
- Josh King – basgitaar (2006–2009)
- Brendan van Ryn – vocalen (2006–2008)
- Jake Faull – slaggitaar (2005–2008)

## Discografie

### Albums
- The Adversary (2010)
- Hate (2012)
- Holy War (2015)
- Dear Desolation (2017)
- Human Target (2019)
- Godlike (2023)

### Ep's
- Infinite Death (2008)
- The Depression Sessions (2016)

### Demo's
- This Hole Isn't Deep Enough for the Twelve of You (2007)